# 상환이행판결
상환이행판결(相換履行判決)은 쌍무계약의 당사자인 원고의 청구에 대하여 피고로부터 동시 이행의 항변이 있을 때, 원고와 피고가 서로 채무를 이행하도록 명하는 판결을 말한다.